# Baldwin (Maine)
Baldwin és una població dels Estats Units a l'estat de Maine (EUA). Segons el cens del 2000 tenia 1.290 habitants.

## Demografia
Segons el cens del 2000, Baldwin tenia 1.290 habitants, 493 habitatges, i 385 famílies. La densitat de població era de 14,1 habitants per km².
Dels 493 habitatges en un 31,6% hi vivien nens de menys de 18 anys, en un 65,1% hi vivien parelles casades, en un 7,5% dones solteres, i en un 21,9% no eren unitats familiars. En el 16% dels habitatges hi vivien persones soles el 6,7% de les quals corresponia a persones de 65 anys o més que vivien soles. El nombre mitjà de persones vivint en cada habitatge era de 2,62 i el nombre mitjà de persones que vivien en cada família era de 2,89.
Per edats la població es repartia de la següent manera: un 24,2% tenia menys de 18 anys, un 5,3% entre 18 i 24, un 30,8% entre 25 i 44, un 24,8% de 45 a 60 i un 14,9% 65 anys o més.
L'edat mediana era de 39 anys. Per cada 100 dones de 18 o més anys hi havia 99,6 homes.
La renda mediana per habitatge era de 36.500 $ i la renda mediana per família de 38.750 $. Els homes tenien una renda mediana de 31.667 $ mentre que les dones 21.563 $. La renda per capita de la població era de 15.689 $. Entorn del 8,2% de les famílies i l'11,2% de la població estaven per davall del llindar de pobresa.